# Duktilität

a) Sprödbruch
b) duktiler Bruch
c) vollständig duktiler Bruch

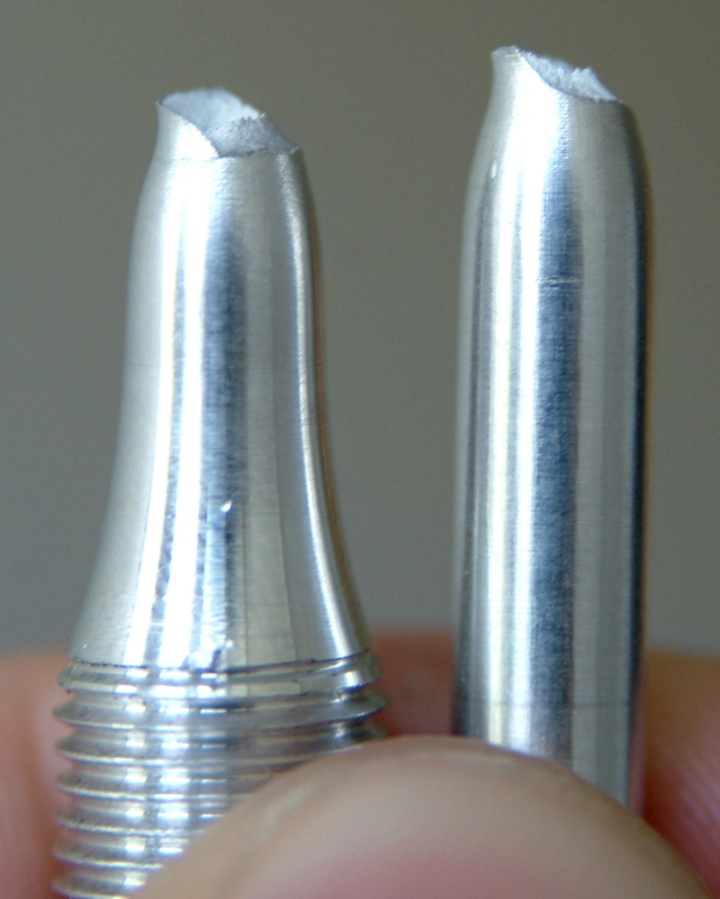
Ergebnis eines Zugversuches einer Probe aus der Aluminiumlegierung AlMgSi. Die Einschnürung (ist WÄHREND des Zugversuches entstanden) und der runde Bruch sind typisch für ein Metall mit hoher Duktilität.

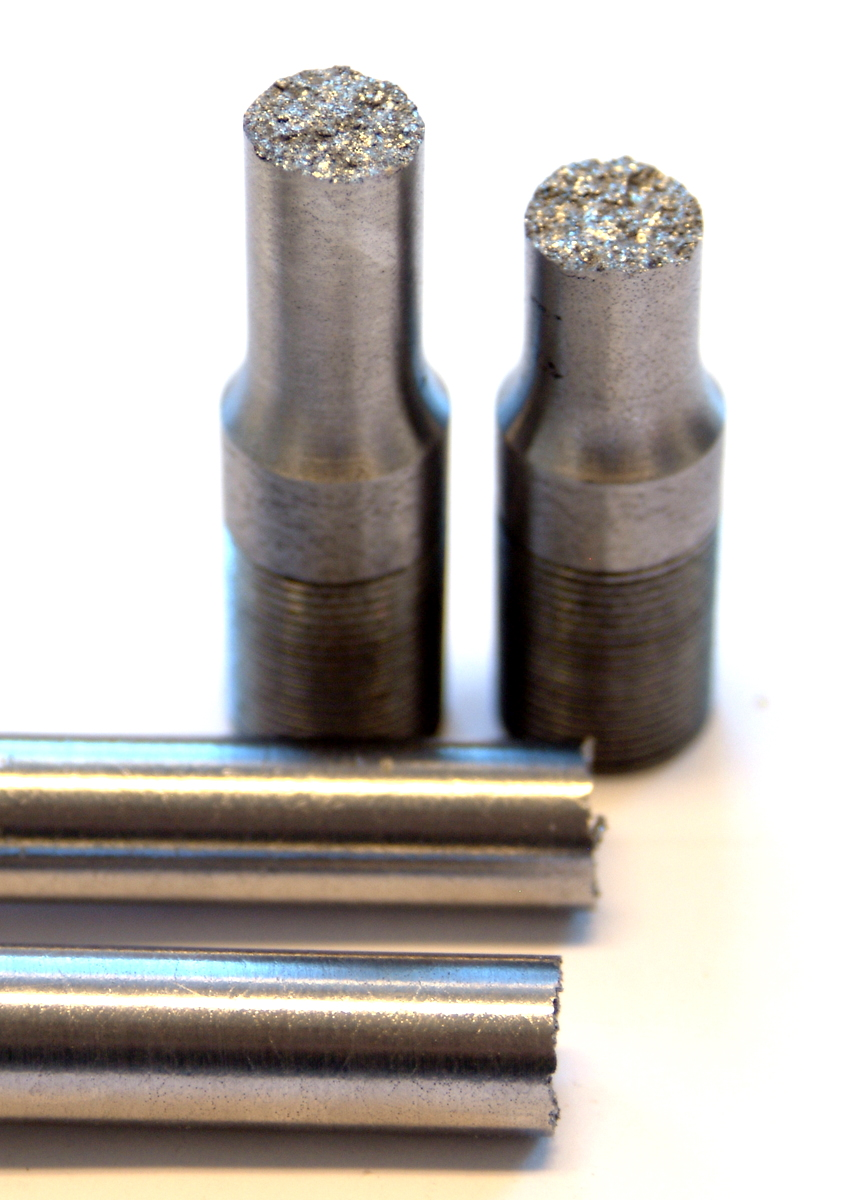
Ergebnis eines Zugversuches einer Probe aus Gusseisen mit Kugelgraphit. Ein gerader Bruch ohne Verengung der Probe in der Bruchzone ist charakteristisch für ein Metall mit niedriger Duktilität (Sprödbruch). Die Verengung wurde VOR dem Zugversuch angedreht, um eine definierte Materialstärke zu haben.

Duktilität (abgeleitet vom lateinisch ducere, dt. ziehen) ist die Eigenschaft eines Werkstoffes, sich unter Zugbelastung vor einem Bruch dauerhaft plastisch zu verformen.
Prinzipiell gibt es zwei mögliche Prozesse der plastischen Verformung von Kristallen, insbesondere für Metalle, nachdem die Last die Fließgrenze überschritten hat:
- sie verformen sich biegsam, dann werden sie duktil genannt
- sie verformen sich spröde und zerbersten, dann nennt man sie brüchig.

Das Verhalten wird üblicherweise im Spannungs-Dehnungs-Diagramm dargestellt.

## Definition
Die Duktilität lässt sich am besten anhand einer schematischen Darstellung definieren. Oben und unten an dem Kristall wirke eine Kraft in Normalrichtung:
- Verformt sich dann der Kristall, indem sich die beiden Monolagen (Gitterebenen) leicht voneinander trennen lassen, ohne dabei selbst in ihrer Struktur geändert zu werden, 
 so bricht offensichtlich das Material auseinander 
 und es wird in diesem Sinne als brüchig oder spröde bezeichnet.
- Verformt sich der Kristall hingegen, indem die Monolagen nacheinander nach oben hin abscheren, 
 so "fließt" in diesem Sinne das Material 
 und es wird als duktil (dehnbar, ziehbar) bezeichnet.

Anhand des Grades der Verformbarkeit bis zur Bruchdehnung A lassen sich drei Arten von Werkstoffen unterscheiden:
- spröde Werkstoffe: A ≤ 0,1 % (z. B. Keramiken, Hartstoffe)
- duktile Werkstoffe: A ≈ 10 % (z. B. Metalle und Legierungen)
- superplastische Werkstoffe: A ≈ 1000 % (spezielle feinkörnige Legierungen)

## Übersicht
- Gold ist so duktil, dass es sich in Form von Blattgold auf eine Dicke von wenigen Atomlagen austreiben lässt.
- Baustahl verformt sich um über 25 %, bevor er reißt.
- Glas hat eine sehr niedrige Duktilität, daher bricht es ohne erkennbare Verformung.

Duktile Werkstoffe sind im Bauwesen wichtig, damit ein Tragwerk bei zu großen Spannungen sein Versagen gut sichtbar „ankündigt“, bevor es zusammenbricht. Auch in der Automobilindustrie sind duktile Materialien gefragt, da sich ein Auto bei einem Unfall plastisch verformen und dabei Energie aufnehmen soll, anstatt spröde zu reißen.
Früher war Duktilität ein Synonym für Schmiedbarkeit. Duktile Stoffe sind gut kalt formbar, z. B. durch Ziehen, Tiefziehen, Biegen oder Recken. Dagegen könnten Werkstoffe, die nur wenig duktil sind, beim Bersten Verletzungen durch umherfliegende Teile verursachen.
In der Geologie wird der Begriff für Gesteine insbesondere der unteren kontinentalen Erdkruste verwendet, die sich unter tektonischem Stress nicht spröde, sondern plastisch deformieren.
Bei der Prüfung von Bitumen wird eine Probe in ein Duktilometer eingespannt und auseinandergezogen, bis der dabei entstehende Bitumenfaden reißt. Die Länge des Fadens zum Zeitpunkt des Zerreißens wird als Duktilität des Bitumens bezeichnet. Beim polymermodifizierten Bitumen interessiert die Kraftduktilität nach DIN EN 13589. Dabei wird der Bitumenfaden von 30 mm auf 400 mm gestreckt und die Arbeit errechnet, die bei der Streckung von 200 mm  auf 400 mm verrichtet wurde.
Viele Werkstoffe verlieren bei tiefen Temperaturen, unterhalb der Übergangstemperatur, ihre Duktilität und werden spröde. Aufgrund dieses Verhaltens sind viele Bauwerke (Brücken, Schiffe usw.) zerstört worden.

## Gefahr durch Duktilität bei elektrischen Klemmstellen
Duktilität des Leiterwerkstoffes ist für endlich mechanisch vorgespannte elektrische Kontaktstellen unerwünscht. Beispielhaft seien Aluminiumleiter genannt.
Werden elektrische Kontaktstellen mit Lötzinn verlötet und kommt dabei mechanischer Druck – etwa durch eine Verschraubung – ins Spiel, so kann der Zinnanteil im Lötzinn mit der Zeit ausweichen, so dass die Verbindung lose wird. Diese Gefahr besteht besonders bei verlöteten Litzenleitungen, die in Klemmverbindungen verschraubt werden. Durch das Fließen des Lötzinns nimmt der Übergangswiderstand an der Klemmstelle im Laufe der Zeit zu. Bei hohen Strömen kann dies dazu führen, dass die Isolation an Klemme oder Ader durch die hohe Verlustleistung der Klemme schmilzt und ein Kabelbrand entsteht, d. h. die elektrische Verbindung thermisch zerstört wird. Als Abhilfe presst man mit einer Crimpzange Aderendhülsen auf die Litzenleitungen und verbindet sie mit der Klemmverbindung.